# Zhu Hengjun
Zhu Hengjun (* 5. Februar 1987) ist ein ehemaliger chinesischer Leichtathlet, der im sich auf den Zehnkampf spezialisiert hat.

## Sportliche Laufbahn
Erste internationale Erfahrungen sammelte Zhu Hengjun im Jahr 2006, als er bei den Juniorenweltmeisterschaften in Peking mit 7496 Punkten den fünften Platz im Zehnkampf belegte. Im Jahr darauf startete er bei der Sommer-Universiade in Bangkok, musste dort aber seinen Wettkampf vorzeitig beenden. 2009 gewann er bei den Asienmeisterschaften in Guangzhou mit 7200 Punkten die Bronzemedaille hinter dem Japaner Hiromasa Tanaka und Hadi Sepehrzad aus Iran. 2011 belegte er bei den Militärweltspielen in Rio de Janeiro in 14,30 s den achten Platz im 110-Meter-Hürdenlauf und 2017 beendete er seine aktive sportliche Karriere im Alter von 30 Jahren.
2007 wurde Zhu chinesischer Meister im Zehnkampf.

## Persönliche Bestleistungen
- 110 m Hürdenlauf: 14,17 s (+0,4 m/s), 20. Juli 2011 in Rio de Janeiro
- Zehnkampf: 7708 Punkte: 25. Oktober 2009 in Jinan
  - Siebenkampf (Halle): 5554 Punkte: 21. März 2007 in Peking